# Rajnochovice
Rajnochovice (en allemand : Rainochowitz) est une commune du district de Kroměříž, dans la région de Zlín, en Tchéquie. Sa population s'élevait à 533 habitants en 2025.

## Géographie
Rajnochovice se trouve à 10 km à l'est de Bystřice pod Hostýnem, à 33 km au nord-est de Kroměříž, à 23 km au nord-nord-est de Zlín, à 105 km de Brno et à 311 km de Prague.
La commune est limitée par Podhradní Lhota et Kurovice au nord, par Kateřinice et Hošťálková à l'est, par Držková au sud, par Chvalčov et Loukov à l'ouest et par Osíčko au nord-ouest.

## Histoire
La première mention écrite de la localité date de 1721.

## Transports
Par la route, Rajnochovice se trouve à 15 km de Bystřice pod Hostýnem, à 44 km de Kroměříž, à 43 km de Zlín, à 105 km de Brno et à 311 km de Prague.